# Manuel de Heras Soto
Manuel María Martín de Heras-Soto y Daudeville (12 novembre 1780 - 1837) fut le Comte de Maison de Heras et un homme politique mexicain membre de la Deuxième Régence du Mexique entre 11 avril 1822 et 18 mai 1822 avec les membres titulaires de Agustín de Iturbide, Miguel Valentín y Tamayo, José Isidro Yañez et Nicolás Bravo Rueda,,,,,